# Почему эта ночь не такая как все?
«Почему эта ночь не такая как все?» (англ. «Why Is This Night Different?») — четвёртый эпизод пятого сезона американского драматического телесериала «Родина», и 52-й во всём сериале. Премьера состоялась на канале Showtime 25 октября 2015 года.

## Сюжет
Эллисор Карр (Миранда Отто) и Сол Беренсон (Мэнди Патинкин) в гостях на еврейском Седер Песахе в доме Этая Лускина (Аллан Кордюнер). Этай сравнивает рабство евреев в Древнем Египте и обращение с евреями во время Второй Мировой войны в Германии.
Питер Куинн (Руперт Френд) говорит Кэрри Мэтисон (Клэр Дэйнс), что Сол приказал ему убить её. Они устраивают сцену и делают фальшивую фотографию смерти Кэрри, а Кэрри готовится уйти в подполье. Прежде чем это сделать, Кэрри настаивает на разведке почтового отделения, где Куинн получает свои задания, чтобы подтвердить, действительно ли Сол хотел убить её. После того, как Куинн сбрасывает своё «доказательство» смерти Кэрри в почтовый ящик, появляется киллер, нацелившись на Куинна, и возникает перестрелка. Куинн ранен, но выживает, в то время как киллер убит. Кэрри берёт телефон киллера.
Эллисон и Сол наблюдают за операцией, в которой генерала Юссефа из Сирии (Игал Наор) заманивают в фальшивую клинику в Швейцарии, где Юссеф ищет почку для трансплантации для своей дочери. Эллисон и Сол в конечном счёте раскрывают, кто они такие, предупреждая Юссефа, что его могут арестовать на месте за военные преступления, и пытаются убедить его быть их избранным новым президентом Сирии после запланированного переворота с целью свержения нынешнего президента Башара аль-Асада.
Корзеник (Свен Шелкер) идёт на встречу, ожидая продать документы ЦРУ дипломату, с которым он договорился о сделке, но вместо него его встречает Крупин (Марк Иванир), российский агент СВР. Крупин приказал избить Корзеника до тех пор, пока он не выдаст местоположение дополнительных копий документов, которые он сделал. Корзеник, а также его подруга, находящаяся в их квартире, убиты. Нуман (Атир Адель) позже натыкается на её тело.
Генерал Юссеф садится в самолёт, чтобы вернуться в Сирию, в то время как Сол и Эллисон провожают его взглядом. Кэрри набирает один контактный номер, который она находит в телефоне киллера. Эллисон отвечает на вызов, спрашивая по-русски: «Сделано?» Через несколько секунд, самолёт с генералом Юссефом взрывается.

## Производство
Режиссёром эпизода стал Джон Коулз, что стало его первой режиссёрской работой в сериале, а сценарий написал соисполнительный продюсер Рон Нисуонер, что стало его первым сценарием в сериале после того, как он присоединился к составу сценаристов этого сезона.

## Реакция

### Рецензии
На основе 11 положительных отзывов из 12, эпизод получил рейтинг 92%, со средним рейтингом 8.9 из 10 на сайте Rotten Tomatoes. Консенсус сайта гласит: «"Почему эта ночь не такая как все?" находит различные аспекты интригующего сюжета пятого сезона „Родины“, ухватываясь за место посреди интенсивного, удовлетворительного взноса.»
Прайс Питерсон из «New York Magazine» оценил эпизод на 5 звёзд из 5, сказав, что он «удивил и восхитил так, как это мог сделать любой эпизод середины сезона», и что отношения между Кэрри и Куинном «никогда не были настолько убедительными.»
Джошуа Олстон из «The A.V. Club» дал эпизоду оценку "A-", заявив, что присутствие Кэрри и Куинн на экране вместе возносит сериал, и похвалил выступления как Клэр Дэйнс, так и Руперта Френда, сказав о Дэйнс: «Сцены с ней, как видеозапись, служат мощным напоминанием о том, почему Дэйнс так широко восхваляют за её выступление.»
Синтия Литтлтон из «Variety» дала положительный отзыв, назвав сюжет с участием ЦРУ и генерала Юссефа «замечательным для его дискуссии между мировыми лидерами, мировыми террористами... и мировыми политиками.»

### Рейтинги
Во время оригинального показа, эпизод посмотрели 1.63 миллиона зрителя, что стало ростом по сравнению с аудиторией прошлой недели, которая составляла 1.11 миллионов зрителей.